# Poiana cu narcise de pe Masivul Saca
Poiana cu narcise de pe Masivul Saca, inclusă în Parcul Național Munții Rodnei, este o arie protejată de interes național,  ce corespunde categoriei a IV-a IUCN (rezervație naturală de tip botanic), situată în județul Bistrița-Năsăud, pe teritoriul administrativ al comunei Rodna, satul Valea Vinului.

## Caracterizare
Rezervația naturală aflată în Munții Rodnei, are o suprafață de 5 ha, și reprezintă o poiană cu narcise (Narcissus angustifolius) pe versantul estic al muntelui Saca, la o altitudine de 1600 m, într-o asociație dominată de Barba ursului.

## Localizare și acces
Pe muntele Saca, din masivul cristalin al Rodnei, se poate ajunge plecând din localitatea Valea Vinului, situat la 8 km de Rodna Veche. Din Valea Vinului pleacă către muntele Saca două poteci mai bune: prima urcă spre vest spre Dealul Popii iar a doua urmărește Valea Secii și apoi urcă pe versantul sudic al Dealului Popii. Drumul până la vârful Saca durează 3 ore din Valea Vinului.

## Obiectul ocrotirii
La 7 km de localitatea Valea Vinului, pe vârful Saca, se află o poiană mare cu narcise, situată la altitudinea cea mai mare din țară (1600 m). Alături de narcise (Narcissus angustifolius f.stellaris) întâlnim Opaița multicoloră (Lychnis nivalis), Crucea Pământului (Heracleum Carpaticum) și alte specii rare.